# Brazylijska Partia Republikańska
Brazylijska Partia Republikańska (port. Partido Republicano Brasileiro, PRB) – centroprawicowa, brazylijska partia polityczna założona w 2003 roku i zarejestrowana w 2005 pod nazwą Partido Municipalista Renovador (PMR). Została założona przez zwolenników José Alencar'a, ówczesnego przewodniczącego Partii Liberalnej. W 2006 roku, na jego sugestię, partia zmieniła nazwę na obecną.  
Od 2011 roku przewodniczącym partii jest Marcos Pereira – duchowny zielonoświątkowy, związany z Uniwersalnym Kościołem Królestwa Bożego. W wyborach parlamentarnych w 2018 r. PRB zdobyło 30 mandatów w Izbie Deputowanych i 1 w Senacie. W 2019 roku partia ma blisko 400 tysięcy członków. 
W marcu 2018 roku do partii dołączył słynny piłkarz brazylijski – Ronaldinho.